# 卡頓伍德 (愛達荷州)
卡頓伍德（英語：Cottonwood）是一個位於美國愛達荷州愛達荷縣的城市。

## 地理
卡頓伍德的座標為46°03′08″N 116°21′02″W / 46.05222°N 116.35056°W，而該地的平均海拔高度為1066米（即3497英尺）。

## 人口
根據2020年美國人口普查的數據，卡頓伍德的面積為2.17平方千米，當中陸地面積為2.17平方千米，而水域面積為0.00平方千米。當地共有人口822人，而人口密度為每平方千米378.8人。